# MBC Iraq
MBC Iraq est une chaîne de télévision destinée aux téléspectateurs irakiens qui a été lancée le 17 février 2019,. La chaîne appartient au groupe MBC,.

## Histoire
MBC Iraq a été lancé à 19h00 le 17 février 2019.
Les émissions incluent : Sahraya, Khas Jidden, Beit Beauty, Al Nahr Al Thalith, Wahed Zaed Wahed, Ailaty Tarbah (un spin-off de Family Feud), Ghayab Fi Bilad Al Ajayeb, KomaD, Tayba, Umm Badeela, Nasna, Hamid Helo, Dai Al. Gomar et Bayn Ahelna. D'autres émissions d'autres chaînes MBC sont également diffusées sur MBC Iraq.